# 風待通りの人々
『風待通りの人々』（かぜまちどおりのひとびと）は、シンガーソングライターさだまさしの1988年7月25日発表のソロ13枚目のオリジナル・アルバムである。

## 概要
新たな取り組みとして、クラシック・ギターでもフォークギターでもなくエレキギターに重点が置かれている。さだと共に活動を行ってきたが鬼籍に入った福田幾太郎の追悼曲も収められている。

## 解説

### アナログA面
1. 夢と呼んではいけない〜星屑倶楽部
「夢と呼んではいけない」は自作のミュージカル『RATS』より同名の劇中歌をリメイクしたもの。「星屑倶楽部」は、さだまさしコンサートツアーのスタッフをメンバーとする星屑倶楽部のテーマソングに位置付けられる。長崎旅博覧会キャンペーンソングでもある。両曲ともコンサートなどでは独立して用いられるが、とりわけ「夢と呼んではいけない〜Bye Bye Guitar」として一続きの曲にするのが定番化した。
2. ふきのとうのうた
春先に、かつて別れた恋人のことを思い出し、自分のことを覚えていてほしいと願っている心境を歌った曲。
3. 初雪の頃
さだの代表作「案山子」のアンサーソング。
都会に出てきた頃の不安な心境と、現在の無事な様子を家族に伝えるための手紙を書いている内容の曲。
4. 十七歳の町
別れた恋人と結婚式会場のエレベーターで久しぶりに出会った時の男性の心境を歌った曲。
5. 花の色
失恋した女性の悲しみと男性のためにどの様に振舞うべきかといった戸惑いの心境を歌った曲。
6. 勇気を出して
愛する人に対し、自分がいつでも見守っていることを伝える歌。

### アナログB面
1. 普通の人々
都会で営まれる普段の生活を「普通」という言葉を使って逆説的に皮肉っている曲。
2. 凛憧 -りんどう-
さだの父親と妹の佐田玲子をモデルにした曲。
さだの代表作である「雨やどり」「秋桜」「親父の一番長い日」と同様、玲子の結婚を念頭においた曲であるが、当の本人は2021年6月現在でも独身である。
通常、植物のリンドウは竜胆と表記する。
3. Bye Bye Guitar〜ドゥカティにボルサリーノ
自動車の事故で死亡したギタリスト福田幾太郎（当時のさだのバックバンド「ふりーばるーん」のリーダー）への鎮魂歌。
4. 少年達の樹
昔の子供たちの遊びの様子を思い出している曲。「こどもたちのき」と読む。
さだは30周年記念コンサートでこの曲を歌った後のトークで、「今の社会は、子供たちの遊び場が無くなってしまった。」と嘆いていた。
5. ONLY〜薔薇園〜
死に別れた恋人に対して、なおも一途に恋人を想い続けている女性の心境を歌った曲。

## 収録曲

### LP / CT
| 全作詞・作曲: さだまさし。 |                                      |            |            |          |      |
| #                          | タイトル                             | 作詞       | 作曲・編曲 | 編曲     | 時間 |
| 1.                         | 「夢と呼んではいけない〜星屑倶楽部」 | さだまさし | さだまさし | 渡辺俊幸 | 5:14 |
| 2.                         | 「ふきのとうのうた」                 | さだまさし | さだまさし | 渡辺俊幸 | 1:37 |
| 3.                         | 「初雪の頃」                         | さだまさし | さだまさし | 服部克久 | 4:36 |
| 4.                         | 「十七歳の町」                       | さだまさし | さだまさし | 渡辺俊幸 | 4:47 |
| 5.                         | 「花の色」                           | さだまさし | さだまさし | 渡辺俊幸 | 4:24 |
| 6.                         | 「勇気を出して」                     | さだまさし | さだまさし | 服部克久 | 5:44 |
| 合計時間:                  | 合計時間:                            | 合計時間:  | 26:22      |          |      |

| 全作詞・作曲: さだまさし。 |                                              |            |            |            |      |
| #                          | タイトル                                     | 作詞       | 作曲・編曲 | 編曲       | 時間 |
| 1.                         | 「普通の人々」                               | さだまさし | さだまさし | 渡辺俊幸   | 3:57 |
| 2.                         | 「凛憧 -りんどう-」                          | さだまさし | さだまさし | 服部克久   | 5:09 |
| 3.                         | 「Bye Bye Guitar〜ドゥカティにボルサリーノ」 | さだまさし | さだまさし | 渡辺俊幸   | 6:33 |
| 4.                         | 「少年達の樹」                               | さだまさし | さだまさし | さだまさし | 3:01 |
| 5.                         | 「ONLY〜薔薇園〜」                           | さだまさし | さだまさし | 服部克久   | 6:32 |
| 合計時間:                  | 合計時間:                                    | 合計時間:  | 25:12      |            |      |